# Municipio de Jefferson (condado de Bremer)
El municipio de Jefferson (en inglés: Jefferson Township) es un municipio ubicado en el condado de Bremer en el estado estadounidense de Iowa. En el año 2010 tenía una población de 3148 habitantes y una densidad poblacional de 49,93 personas por km².

## Geografía
El municipio de Jefferson se encuentra ubicado en las coordenadas 42°40′51″N 92°21′56″O / 42.68083, -92.36556. Según la Oficina del Censo de los Estados Unidos, el municipio tiene una superficie total de 63.04 km², de la cual 62,97 km² corresponden a tierra firme y (0,12 %) 0,07 km² es agua.

## Demografía
Según el censo de 2010, había 3148 personas residiendo en el municipio de Jefferson. La densidad de población era de 49,93 hab./km². De los 3148 habitantes, el municipio de Jefferson estaba compuesto por el 98,48 % blancos, el 0,22 % eran afroamericanos, el 0,06 % eran amerindios, el 0,25 % eran asiáticos, el 0,16 % eran de otras razas y el 0,83 % eran de una mezcla de razas. Del total de la población el 0,51 % eran hispanos o latinos de cualquier raza.